# 웁살라시큐리티
웁살라시큐리티(Uppsala Security)는 2018년에 싱가포르에서 설립된 사이버 보안 회사다. 블록체인 기반 크라우드 소싱 보안 플랫폼 센티넬프로토콜(Sentinel Protocol)을 서비스 하고 있다.

## 대표 상품
웁살라시큐리티의 대표 상품으로는 위협 평판 데이터 베이스 TRDB, 인공지능 머신러닝을 활용한 암호화폐 지갑주소 위협 등급 분석 시스템 CARA, 혐의거래를 추적하는 암호화폐 추적보안툴인 CATV 등이 있다.
2019년 9월 웁살라시큐리티로 공식 리브랜딩 하면서 센티넬 프로토콜 은 현재 웁살라시큐리티의 암호화폐 보안 프로젝트 명으로 사용된다.
웁살라시큐리티는 한국 서울에 지사를 가지고 있다.

## 활동 및 현황

### FATF 자금세탁방지컴플라이언스
- 옥타솔루션과 암호화폐 자금세탁방지 솔루션 'Crypto AML PRISM'공동 런칭[2]
- 헥슬란트에 자금세탁방지 솔루션 제공[3]
- 다날 페이코인과 자금세탁방지 솔루션'크립토AML' 업무협약[4]

### 암호화폐 거래소
- 센티넬 프로토콜, 암호화폐 거래소 GDAC과 파트너십 체결[5]
- Bibox Token(BIX)과 센티넬 프로토콜 파트너쉽 체결[6]

### 해킹/사기/혐의 거래 관련 사이버 포렌식
- 퓨어빗 먹튀 사기, 탈취 자금 추적[7]
- 바이낸스해킹 탈취 자금 추적 상황 게시판 공개[8]
- 3조원 스캠 ‘플러스토큰’, 한국·중국 주요거래소 유입 확인[9]
- 웁살라시큐리티, 업비트 해킹 - 탈취 이더리움 실시간 추적 게시판 공개[10]

### 암호화폐 지갑 회사
- 안전한 암호 지갑을 위한 센티넬 프로토콜과 Ginco 파트너십 체결[11]
- 암호화폐 지갑 '비트베리', 사기주소 실시간으로 파악하는 '필터링 시스템' 도입[12]
- 네오플라이, '블록체인 지갑'보안강화 위해 ICF API 결합[13]

### 공시/위험거래 분석 리포트
- 센티넬프로토콜, 헥슬란트-라이즈랩스와 암호화폐 리포트 공동발간[14]
- 암호화폐 거래 위험 평가 서비스 ‘SWAP’ 출시[15]
- 3사 공동평가 공시 보고서 발행[16]

### 기타
- KBS미디어, 블록체인 기반 콘텐츠서비스에 센티넬프로토콜 사이버 보안 솔루션 활용[17]